# AB Doradus
AB Doradus, även känd som HD 36705, är en kvadrupelstjärna i mellersta delen av stjärnbilden Svärdfisken. Den har en högsta skenbar magnitud av ca 6,98 och kräver en handkikare för att kunna observeras. Baserat på parallaxmätning inom Hipparcosuppdraget på ca 65,9 mas beräknas den befinna sig på ett avstånd av ca 50 ljusår (ca 15 parsec) från solen. Den rör sig bort från solen med en heliocentrisk radialhastighet av ca  32 km/s. Stjärnsystemet ingår i AB Doradus rörelsegrupp med samma namn, en lös stjärnförening av cirka 30 stjärnor som alla är ungefär lika gamla och rör sig i samma allmänna riktning. Det är troligt att alla dessa stjärnor bildades i samma gigantiska molekylära moln.

## Egenskaper

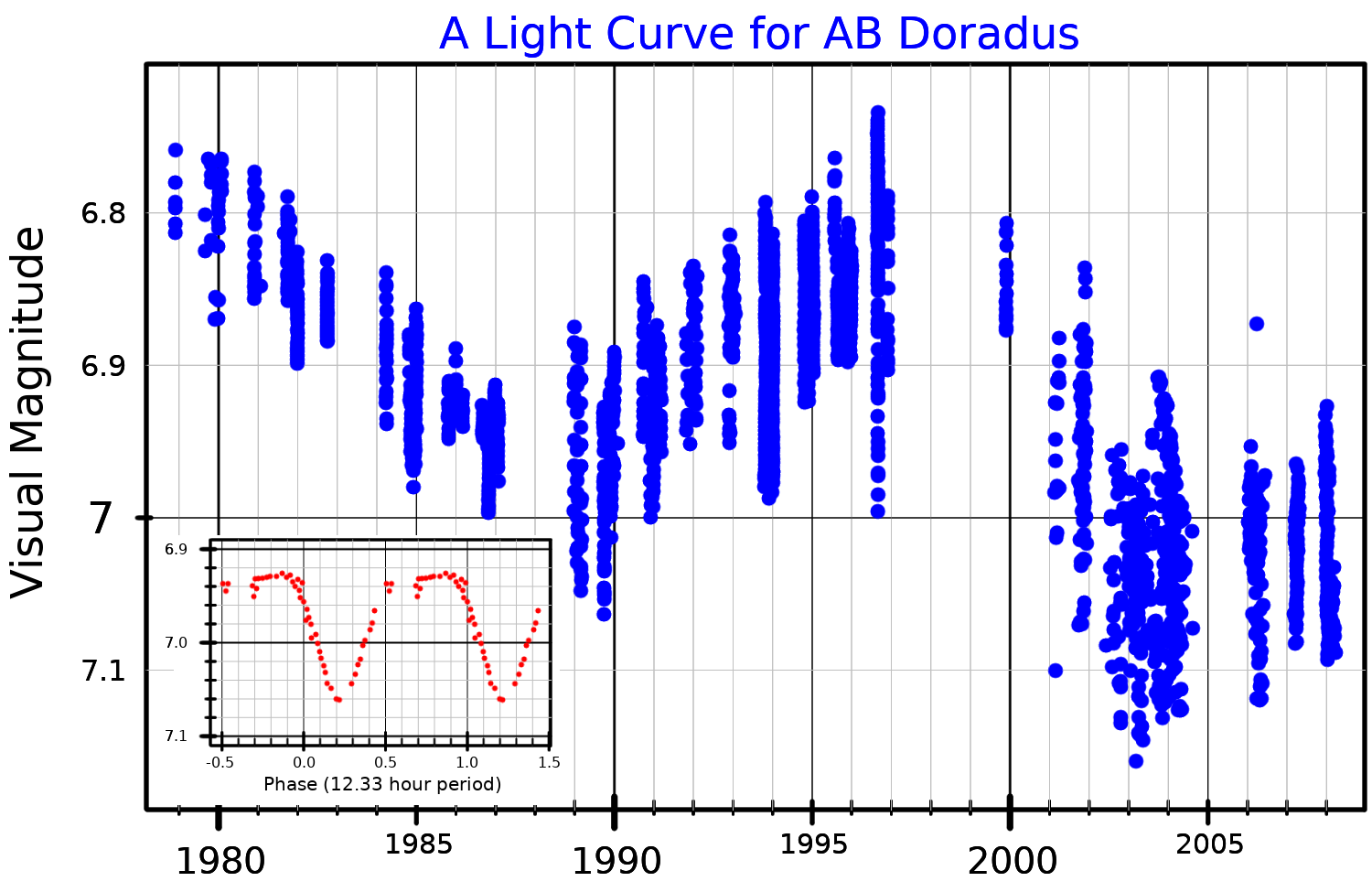
Ljuskurva i visuella bandet för AB Doradus. Huvuddiagrammet visar den långsiktiga variabiliteten och insättningen visar den periodiska variabiliteten (från okt/nov 1989). Anpassad från Innis et al. (2008) och Anders (1990).

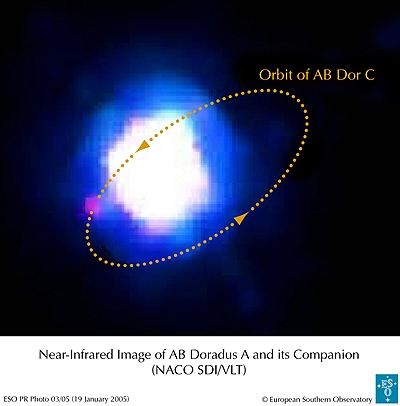
AB Doradus med omloppsbanan för C i gult

Primärstjärnan AB Doradus A är en gul till vit stjärna före huvudserien av spektralklass K0 V och en flarestjärna som visar periodiska ökningar i aktivitet. Den har en massa av ca 0,86 solmassa, en radie av ca 0,96 solradie och har en effektiv temperatur av ca 5 300 K.
Primärstjärnan roterar med en hastighet som är 50 gånger solens, och har följaktligen ett starkt magnetfält. Den har ett större antal stjärnfläckar än solen. Dessa kan göra att stjärnans ljusstyrka ser ut att variera över varje omloppscykel. Mätningar av rotationshastigheten för stjärnan vid dess ekvator har visat att den varierar över tiden på grund av effekten av detta magnetfält.
Systemet har fyra komponenter som består av ett par dubbelstjärnor med en vinkelseparering på cirka 9 bågsekunder. Dubbelstjärnan AB Doradus Ba/Bb kretsar kring primärstjärnan på ett medelavstånd av 135 astronomiska enheter (AE). AB Doradus C är en närmare följeslagare som kretsar kring primärstjärnan på ett avstånd av 5,1 AE och har en omloppsperiod på 11,75 år.
AB Doradus C är bland de stjärnor med lägsta massa som någonsin observerats. Med en uppskattad massa 93 gånger Jupiters, är den nära gränsen på 75–83 Jupitermassor under vilken den skulle klassificeras som en brun dvärg. Nya observationer tyder dock på att stjärnan i sig kan vara en dubbelstjärna bestående av två bruna dvärgar, AB Doradus Ca/Cb, med en massa av 72 respektive 13 Jupitermassor.